# Kleine maanvaren
De kleine maanvaren (Botrychium simplex) is een varen uit de addertongfamilie (Ophioglossaceae). Het is de kleinste maanvaren, met een verspreidingsgebied over Europa en Noord-Amerika.
De soort is ooit inheems geweest in Vlaanderen.

## Naamgeving enetymologie
- Synoniem: Botrychium tenebrosum A. A. Eaton (1899)
- Duits: Einfacher Rautenfarn, Einfache Mondraute
- Engels: Small Grape Fern, Little Grape Fern, Dwarf Grape Fern, Least Moonwort
- Frans: Botryche simple

De soortaanduiding simplex is afkomstig van het Latijn, en betekent 'eenvoudig', naar de onvertakte bladen.
Binnen deze soort worden verschillende vormen onderscheiden. Sommige auteurs beschouwen Botrychium tenebrosum A. A. Eaton (1899), te onderscheiden aan de kleine trofofoor hoog aan de stengel, als een aparte soort. Wegens het voorkomen van overgangsvormen wordt deze zienswijze niet algemeen gevolgd.

## Kenmerken
De kleine maanvaren is een zeer kleine en zeer variabele overblijvende, hemikryptofiete plant, met een kort, rechtopstaand rizoom. De planten groeien verspreid of in kleine groepjes bij elkaar. Elke plant bestaat uit één blad met twee componenten, een bladvormig, onvruchtbaar deel of trofofoor, en een iets langere, vruchtbare sporofoor, op een met een gemeenschappelijke succulente steel. De plant is overblijvend, maar de bladen overwinteren niet.
De onvruchtbare trofofoor is tot 7,5 cm lang, ongedeeld, eirond tot afgerond spiesvormig, ondiep ingesneden, lichtgroen van kleur en zacht en vlezig aanvoelend.
De vruchtbare sporofoor is tot 10 cm lang, een enkele, rechtopstaande steel met een opvallende, onvertakte tros groene tot bruine sporenhoopjes.

## Habitat
De kleine maanvaren komt voor op min of meer vochtige, voedselarme zandgrond op halfbeschaduwde plaatsen, zoals op vochtige graslanden, smeltwaterzones onder gletsjers, open rivieroevers en (duin)valleien.

## Voorkomen
De kleine maanvaren heeft zijn hoofdverspreiding in Noord-Amerika (Verenigde Staten en Canada). Verspreid komt hij voor over bijna heel Europa, van IJsland tot het Middellands Zeegebied. Met uitzondering van IJsland is hij in heel Europa zeldzaam.
De soort is ook van een aantal plaatsen in Azië (China, Himalaya) gemeld.
De kleine maanvaren kwam vroeger voor in Vlaanderen, en is onder meer in 1908 nabij Knokke gevonden. De soort is nog niet in Nederland waargenomen.

## Verwante en gelijkende soorten
De kleine maanvaren heeft in Europa geen nauwe verwanten. Op het Noord-Amerikaanse continent vindt men op puimsteen de nauw verwante Botrychium pumicola Coville ex Underw. en verder Botrychium mormo W.H.Wagner en Botrychium montanum W.H.Wagner.

## Bedreiging en bescherming
In België staat de kleine maanvaren op de Vlaamse Rode Lijst als 'Uitgestorven'.
... · B. lunaria (gelobde maanvaren) · B. matricariifolium (vertakte maanvaren) · B. simplex (kleine maanvaren) · ...